# Euphorbia appariciana
Euphorbia appariciana es una especie de fanerógama perteneciente a la familia Euphorbiaceae.

## Distribución
Es endémica de Brasil donde se encuentra en la Caatinga distribuida en Bahia.

## Descripción
Es un arbusto con tallos suculentos e inflorescencias sésiles.

## Taxonomía
Euphorbia appariciana fue descrito por Carlos Toledo Rizzini y publicado en Revista Brasileira de Biologia 49: 992. 1989[1990].
Etimología
Euphorbia: nombre genérico que deriva del médico griego del rey Juba II de Mauritania (52 a 50 a. C. - 23), Euphorbus, en su honor – o en alusión a su gran vientre – ya que usaba médicamente Euphorbia resinifera. En 1753 Carlos Linneo asignó el nombre a todo el género.
appariciana: epíteto otorgado en honor del botánico brasileño Apparicio Pereira Duarte (1910 - 1984) quien trabajó para el Jardín Botánico de Río de Janeiro.